# 太守
太守（たいしゅ）は、中国においては郡の長官のことで、単に守とも呼ばれた。尊称として「明府」または「府君」と呼ばれる。秦代に置かれた郡守を改称したもので、前漢中期から南北朝時代の隋に置かれた。唐代の後期から五代になると太守の称号は使われなくなり、のち宋朝の知府事、明朝、清朝の知府の別称として用いられた。
転じて以下のように用いられている。

## 日本史
日本では、時代によって以下の者をさした。
- 平安時代 - 親王任国の常陸国・上総国・上野国の国司（守）に任命された親王
- 鎌倉時代 - 北条氏の得宗・奥州総奉行（葛西氏）
- 室町時代 - 守護大名（特に複数の守護職をかねる者）
- 江戸時代 - 国主大名

## 訳語としての用例
その他、以下の例を初めとする、歴史上の諸国家における地方行政長官の官職名の訳語として用いられる。
- アケメネス朝ペルシア、およびアレクサンドロス帝国やヘレニズム諸国といったその後継国家におけるサトラップ。
- アイルランド卿をアイルランド太守と訳すことがある。この場合は官職名より君主号に近い。
- 東ローマ帝国におけるエグザルホスを地方太守と訳すことがある。
- ロシア帝国における総督（管轄地域によりゲネラール＝グベルナートル（ロシア語版）もしくはナメストニク）。
- クロアチア・スラボニアにおけるバン。
- ムガル帝国の諸州におかれたナワーブ。のち、18世紀に帝国から独立したアワド地方、ベンガル地方などの地方政権の君主号としてもナワーブの称号は用いられた（カルナータカ太守、ベンガル太守など）。
- オスマン帝国の北アフリカの地域におかれたデイ
- イスラム国家におけるアミール
- ウィリアム・シェイクスピアの戯曲『ロミオとジュリエット』に登場する Prince of Verona を「ヴェローナの太守」と訳した例がある。